# Трансформери: Кібервсесвіт
Трансформери: Кібервсесвіт - це CGI анімаційний серіал виробництва Boulder Media Limited, Hasbro Studios та Allspark Animation для Cartoon Network.

## Опис
Бамблбі відправлений на важливу місію, від якої залежать багато життів! Лише ось він не пам'ятає, в чому вона полягає. Його краща подруга Віндблейд знаходить його, і допомагає відновити пошкоджені чіпи пам'яті. З кожним поверненим спогадом Бамблбі знов відкриває для себе своє минуле на Кібертроні до прибуття на Землю. Він знов переживає як радісні події, коли він грав в кібертронські спортивні ігри зі своїми друзями, так і трагічні, які назавжди змінили його.

## Персонажі

### Автоботи
- Бамблбі (озвучений Джеремі Леві), (українською озвучив Андрій Федінчик)
- Ґрімлок (озвучений Райаном Андамом), (українською озвучив Михайло Тишин)
- Оптімус Прайм (озвучений Джейком Тіллманом), (українською озвучив Михайло Жонін)
- Віндблейд (озвучена Софією Ізабеллою), (українською озвучила Катерина Брайковська)
- Блер
- Вілджек (озвучений Біллі Бобом Томпсоном)
- Ретчет
- Хот Род
- Проул
- Арсі (озвучена Гайме Ламчіком)
- Хромія (озвучена Гайме Ламчіком)
- Перцептор

### Десептикони
- Меґатрон (озвучений Марком Томпсоном), (українською озвучив Роман Чорний)
- Шедоу Страйкер (озвучена Дейна МакҐоверн)
- Шоквейв (озвучений Райаном Андамом)
- Сікери
  - Старскрім (озвучений Біллі Бобом Томпсоном)
  - Сліпстрім (озвучена Ліанною Марі Доббс)
  - Тандеркрекер (озвучений Беном Ботом)
  - Нова Шторм (озвучена Сасккією Марксом)
  - Есід Шторм (озвучений Гайме Ламчіком)
  - Ремджет
- Саундвейв (озвучений Марком Свінтом)

### Інші
- Велика Іскра (озвучена Ашлігх Хрісен Річчі, Капела Халі Картера та Тодд Перлмуттер)
- Телетрон I (озвучений Майком Роузом)

## Серіал
| Глави | Глави | Кількість серій | Показ          | Показ          | Показ         | Показ          |
| Глави | Глави | Кількість серій | В США          | В США          | В Україні     | В Україні      |
| Глави | Глави | Кількість серій | Прем'єра       | Фінал          | Прем'єра      | Фінал          |
| ----- | ----- | --------------- | -------------- | -------------- | ------------- | -------------- |
|       | 1     | 18              | 1 вересня 2018 | 29 грудня 2018 | 5 грудня 2018 | 22 грудня 2018 |
|       | 2     | ТВА             | ТВА            | ТВА            | ТВА           | ТВА            |

### Сезон 1: Глава 1 (2018)
| № серії (загалом) | № серії (в сезоні) | Назва серії                    | Режисер(и)                   | Сценарист(и)   | Оригінальна дата показу                                                     | Код серії |
| --- | ------------------ | ------------------------------ | ---------------------------- | -------------- | --------------------------------------------------------------------------- | --------- |
| 1 | 1                  | «Зламаний»                     | Роберт Каллен Егуд Ландсберґ | Рендольф Герд  | 27 серпня 2018 (CN додаток) 1 вересня 2018 (США) 16 вересня 2018 (Канада)   | 101       |
| Віндблейд прибуває на Землю швидше за Десептиконів і зустрічає її свого друга Бамблбі, який не знає, хто вона.                                |                    |                                |                              |                |                                                                             |           |
| 2 | 2                  | «Пам'ять»                      | Джін Текс'єр                 | Зак Аткінсон   | 27 серпня 2018 (CN додаток) 8 вересня 2018 (США) 16 вересня 2018 (Канада)   | 102       |
| Розуміючи, що Бамблбі втратив пам'ять, Віндблейд пробує допомогти йому відновити пам'ять.                                                     |                    |                                |                              |                |                                                                             |           |
| 3 | 3                  | «Оулспарк»                     | Роберт Каллен Егуд Ландсберґ | Ґевін Геніґет  | 14 вересня 2018 (CN додаток) 15 вересня 2018 (США) 23 вересня 2018 (Канада) | 103       |
| Під час пошуку своїх спогадів, щоб зрозуміти, що таке Велика Іскра, Бамблбі згадує свого друга Оптімуса Прайма.                               |                    |                                |                              |                |                                                                             |           |
| 4 | 4                  | «Подорож»                      | Джін Текс'єр                 | Юджін Сон      | 21 вересня 2018 (CN додаток) 22 вересня 2018 (США) 23 вересня 2018 (Канада) | 104       |
| Під час подорожі енергія на АРК закінчуються і відчайдушна команда змушена лягати в стазис.                                                   |                    |                                |                              |                |                                                                             |           |
| 5 | 5                  | «Біла імла»                    | Роберт Каллен Егуд Ландсберґ | Кейт Лет       | 28 вересня 2018 (CN додаток) 29 вересня 2018 (США) 30 вересня 2018 (Канада) | 105       |
| Таємнича підказка пам'яті Бамблбі призводить Віндблейд до мандрівки.                                                                          |                    |                                |                              |                |                                                                             |           |
| 6 | 6                  | «Меґатрон – мій герой»         | Джін Текс'єр                 | Пітер Ді Цикко | 6 жовтня 2018 (США) 30 вересня 2018 (Канада)                                | 106       |
| Віндблейд намагається пояснили Бі, хто такий Меґатрон.                                                                                        |                    |                                |                              |                |                                                                             |           |
| 7 | 7                  | «Куб»                          | Роберт Каллен Егуд Ландсберґ | Рендольф Герд  | 13 жовтня 2018 (США) 7 жовтня 2018 (Канада)                                 | 107       |
| Бамблбі згадує, як він вперше зустрівся з Віндблейд під час Золотої Ери, і з молодим Старскрімом та його сікерами.                            |                    |                                |                              |                |                                                                             |           |
| 8 | 8                  | «Критична швидкість»           | Джін Текс'єр                 | Ґевін Геніґет  | 20 жовтня 2018 (США) 7 жовтня 2018 (Канада)                                 | 108       |
| Бамблбі згадує жахливий візит до Велоцитрона.                                                                                                 |                    |                                |                              |                |                                                                             |           |
| 9 | 9                  | «Шедоустрайкер»                | Роберт Каллен Егуд Ландсберґ | Кейт Лет       | 27 жовтня 2018 (США) 14 жовтня 2018 (Канада)                                | 109       |
| Бамблбі переглядає спогади про його ворога Шедоу Страйкер і дізнається, що краще бути героєм, аніж просто воювати.                            |                    |                                |                              |                |                                                                             |           |
| 10 | 10                 | «МакКадамс»                    | Джін Текс'єр                 | Зак Аткінсон   | 3 листопада 2018 (США) 14 жовтня 2018 (Канада)                              | 110       |
| Бамблбі згадує його улюблене містечко на Кібертроні.                                                                                          |                    |                                |                              |                |                                                                             |           |
| 11 | 11                 | «Саботаж»                      | TBA                          | TBA            | 10 листопада 2018 (США) 21 жовтня 2018 (Канада)                             | 111       |
| Бамблбі потрапляє в пастку Шоквейва, призначену, щоб переконати його, що він Десептикон.                                                      |                    |                                |                              |                |                                                                             |           |
| 12 | 12                 | «Телетрон-X»                   | TBA                          | TBA            | 17 листопада 2018 (США) 21 жовтня 2018 (Канада)                             | 112       |
| Віндблейд і Бамблбі відстежують сигнал Автобота і виявляються втягнутими в пастку, встановлену Сліпстрім і її Сікерами.                       |                    |                                |                              |                |                                                                             |           |
| 13 | 13                 | «Матриця Лідерства»            | TBA                          | TBA            | 24 листопада 2018 (США) 28 жовтня 2018 (Канада)                             | 113       |
| Бамблбі дізнається сенс лідерства через три спогади про Оптімуса Прайма.                                                                      |                    |                                |                              |                |                                                                             |           |
| 14 | 14                 | «Розрізнений»                  | TBA                          | TBA            | 1 грудня 2018 (США) 28 жовтня 2018 (Канада)                                 | 114       |
| Сікери шукають місце розташування Ковчега зі спогадів Віндблейд.                                                                              |                    |                                |                              |                |                                                                             |           |
| 15 | 15                 | «Король Динозаврів»            | TBA                          | TBA            | 8 грудня 2018 (США) 4 листопада 2018 (Канада)                               | 115       |
| Віндблейд і Бі виявляють похованого Автобота, який виявляється старим другом.                                                                 |                    |                                |                              |                |                                                                             |           |
| 16 | 16                 | «Подія вимирання»              | TBA                          | TBA            | 15 грудня 2018 (США) 4 листопада 2018 (Канада)                              | 116       |
| Новостворена команда Автоботів повинна зупинити Шоквейва від руйнування всього життя на планеті.                                              |                    |                                |                              |                |                                                                             |           |
| 17 | 17                 | «Пробудження сплячих гігантів» | TBA                          | TBA            | 22 грудня 2018 (США) 11 листопада 2018 (Канада)                             | 117       |
| Команда Автоботів нарешті виявляє розташування Ковчега.                                                                                       |                    |                                |                              |                |                                                                             |           |
| 18 | 18                 | «Виверження»                   | TBA                          | TBA            | 29 грудня 2018 (США) 11 листопада 2018 (Канада)                             | 118       |
| Команда Автоботів повинна пробиватися через Шоквейва і його Десептиконів, щоб захистити Ковчег і пробудити Оптімуса Прайма і інших Автоботів. |                    |                                |                              |                |                                                                             |           |

### Сезон 2: Глава 2: Сила Іскри(2019)
| № серії (загалом) | № серії (в сезоні) | Назва серії | Режисер(и) | Сценарист(и) | Оригінальна дата показу | Код серії      |
| ----------------- | ------------------ | ----------- | ---------- | ------------ | ----------------------- | -------------- |
| 19                | 1                  | «TBA»       | TBA        | TBA          | Вересень 2019           | Буде оголошено |
| 20                | 2                  | «TBA»       | TBA        | TBA          | Вересень 2019           | Буде оголошено |

## Виробництво
Трансформери: Кібервсесвіт був анонсований на "День інвесторів" у серпні 2017 року. Було сказано, що сезони називатимуться главами, перша глава вийде в 2018 році. Друга глава повинна вийти в 2019 році. Серіал приділяє більше уваги персонажам. Перша глава матиме 18 серій, які триватимуть одинадцять хвилин.
В мережі з'явився 1-хвилинний кліп і вступ на з San Diego Comic-Con 2018.
Серії почали з'являтися на YouTube 7 вересня 2018 року.